# ボランタリー地理情報
ボランタリー地理情報(Volunteered Geographic Information：VGI)とは、個人によって自発的に共有される地理的データを生成・結合し、普及するためにツールを活用する事である (Goodchild, 2007)。この現象の幾つかの例としてはウィキペディア、オープン・ストリート・マップ、そしてGoogle_マップのマイマップがある。VGIはまた、地理情報システムの批判的・参加型アプローチの延長として、さらにはオンラインまたはwebの信用性における特定の関心分野として見る事ができる。これらのサイトは一般的な基盤地図の情報を提供し、ユーザーが様々なイベントの発生あるいは特定の機能が存在する場所をマーキングすることで、独自のコンテンツを作成することができる。しかし、基盤地図上には即座に反映されない。
VGIは、User_Generated_Contentとして知られるような広いWebでの現象における特別な一例である。